# Troglohyphantes bolognai
Troglohyphantes bolognai är en spindelart som beskrevs av Brignoli 1975. Troglohyphantes bolognai ingår i släktet Troglohyphantes och familjen täckvävarspindlar.
Artens utbredningsområde är Italien. Inga underarter finns listade i Catalogue of Life.